# Thaddaeus Ballsieper
Thaddaeus Ballsieper OCarm (* 3. Juni 1900 in Hückeswagen; † 27. Juni 1978 in Fürth) war ein deutscher Ordensgeistlicher.

## Leben
Der Sohn des Tuchwebers Julius und Theresia war zunächst Laienbruder im Franziskanerorden in Düsseldorf (Tätigkeit als Koch bis 1923). Er besuchte das Spätberufenenseminar der Salesianer in Essen. 1927 begann er das Noviziat bei den Karmeliten (1928 einfache Profess/1931 feierliche Profess). Nach der Priesterweihe 1932 war er Präses des Kolpingsvereins Bad Reichenhall und Volksmissionar.  Im 1934 gegründeten Karmel Bad Reichenhall war er Prior.

## Schriften (Auswahl)
- Der hl. Bernhard von Menthone. Patron der Bergsteiger und Skifahrer. Würzburg 1937, OCLC 71967413.
- Novene zum hl. Judas Thaddäus. Würzburg 1938, OCLC 71967418.
- Leben des Dieners Gottes Frater Alois Ehrlich. Bamberg 1958, OCLC 41095250.
- „Alle Tage sing und sage Lob der Himmelskönigin“. Marianisches Jahrbuch. Bamberg 1961, OCLC 41095247.

## Belege
1. ↑  Totenzettel
2. ↑  Schriftliche Auskunft vom Provinzialarchivar Andreas H. Scholten OCarm vom 31. Januar 2022
3. ↑  euregio-salzburg.info

| Personendaten    | Personendaten               |
| ---------------- | --------------------------- |
| NAME             | Ballsieper, Thaddaeus       |
| ALTERNATIVNAMEN  | Ballsieper, Thaddäus        |
| KURZBESCHREIBUNG | deutscher Ordensgeistlicher |
| GEBURTSDATUM     | 3. Juni 1900                |
| GEBURTSORT       | Hückeswagen                 |
| STERBEDATUM      | 27. Juni 1978               |
| STERBEORT        | Fürth                       |